# Lomographa contrastaria
Lomographa contrastaria là một loài bướm đêm trong họ Geometridae.